# Amt Schwaan
La comunità amministrativa di Schwaan (Amt Schwaan) si trova nel circondario di Rostock nel Meclemburgo-Pomerania Anteriore, in Germania.

## Suddivisione
Comprende 7 comuni (abitanti il 31 dicembre 2022):
1. Benitz (418)
2. Bröbberow (684)
3. Kassow (345)
4. Rukieten (364)
5. Schwaan, città (5 070)
6. Vorbeck (381)
7. Wiendorf (802)

Il capoluogo è Schwaan.